# Lasjia hildebrandii
Lasjia hildebrandii är en tvåhjärtbladig växtart som först beskrevs av Cornelis Gijsbert Gerrit Jan van Steenis, och fick sitt nu gällande namn av P.H.Weston & A.R.Mast. Lasjia hildebrandii ingår i släktet Lasjia och familjen Proteaceae. Inga underarter finns listade i Catalogue of Life.